# Oberbonrath
Oberbonrath ist ein Ortsteil der Gemeinde Much. Der Ort wurde 1316 erstmals urkundlich erwähnt.

## Lage
Oberbonrath liegt auf den Hängen des Bergischen Landes. Nachbarorte sind Hündekausen im Norden und Niederbonrath im Süden, östlich liegt der Weiler Leuscherath.

## Einwohner
1901 war Oberbonrath ein Dorf mit 72 Einwohnern. An Haushalten waren Peter Josef Behr, Joh. Adolf Faber, Peter Michels, Joh. Peter Müller, Heinrich Josef Piel, Peter Schlitgen, Joh. Schwamborn, Witwe Peter Thiel, Heinrich Josef Tillmann, Joh. Peter Wippermann und Joh. Wippermann verzeichnet. Bis auf den Schuster Behr waren alle im Dorf Ackerer. Heute gibt es noch drei landwirtschaftliche Betriebe.